# Gabrielle Eteogella
Gabrielle Eteogella connue comme Mademoiselle Eteogella est une coureuse cycliste française professionnelle de la fin du XIXe siècle, une des pionnières du cyclisme féminin.

## Biographie
En août 1894, Gabrielle Eteogella tente de battre le record de l'heure derrière entraineur ; elle parcourt 31,620 kilomètres au vélodrome de la porte Dorée,.
En novembre 1895, elle prend le départ d'une course de six jours au Royal Aquarium à Londres,,. Elle finit 5e en ayant parcouru 569,043 km.
En mars-avril 1896, elle court au Royal Agricultural Hall (en) à Londres-Islington, où elle gagne devant Reillo, et le match France-Angleterre (Hélène Dutrieu-Eteogella vs. Clara Grace-Monica Harwood),. Elle prend de nouveau le départ d'une course de six jours au Royal Aquarium à Londres.
Elle court sur cycle Gladiator avec une chaine Simpson (en) et est embauché par l'entraîneur anglais controversé Choppy Warburton pour courir à l'Olympia en Angleterre.
En novembre 1896, elle prend part à une course organisée par l'Artistic-Cycle-Club au vélodrome d'hiver, et finit 3e derrière Reillo et Lisette,.
En février 1897, elle part courir à Saint-Pétersbourg, au manège Michel, avec 3 autres françaises (Marie Tual, Victorine Ollier, et Georgette) et 4 français (Lamberjack, Domain, Guerry et Smits),. Elle gagne une épreuve devant Victorine Ollier. La presse de l'époque l'appelle « La Championne de Russie ».
Elle cesse la compétition en 1897,.

## Iconographie
Elle apparait dans la collection de photographies sportives de Jules Beau (Tomes 2 et 4).